# Mignon (Alabama)
Mignon – jednostka osadnicza w Stanach Zjednoczonych, w stanie Alabama, w hrabstwie Talladega.